# Kölln-Reisiek
Kölln-Reisiek – miejscowość i gmina w Niemczech w kraju związkowym Szlezwik-Holsztyn, w powiecie Pinneberg, wchodzi w skład urzędu Elmshorn-Land.